# 斯皮拉诺
斯皮拉诺（義大利語：Spirano），是意大利贝加莫省的一个市镇。总面积9平方公里，人口5595人，人口密度621.7人/平方公里（2009年）。国家统计（ISTAT）代码为016206。